# شبه‌جزیره کیگیلیاخ
شبه‌جزیره کیگیلیاخ (انگلیسی: Kigilyakh Peninsula) یک شبه‌جزیره در شمال استان یاقوتستان کشور روسیه است.